# Koźminek (gmina)
Pour les articles homonymes, voir Koźminek.
Koźminek est une gmina rurale du powiat de Kalisz, Grande-Pologne, dans le centre-ouest de la Pologne. Son siège est le village de Koźminek, qui se situe environ 17 km à l'est de Kalisz et 118 km au sud-est de la capitale régionale Poznań.
La gmina couvre une superficie de 88,43 km2 pour une population de 7 514 habitants.

## Géographie
La gmina inclut les villages d'Agnieszków, Bogdanów, Chodybki, Dąbrowa, Dębsko, Dębsko-Dosinek, Dębsko-Ośrodek, Dębsko-Ostoja, Emilianów, Emilianów-Pośrednik, Emilianów-Zosina, Gać Kaliska, Gać Pawęzowa, Józefina, Koźminek, Krzyżówki, Ksawerów, Marianów, Młynisko, Moskurnia, Murowaniec, Nowy Karolew, Nowy Nakwasin, Osuchów, Osuchów-Parcela, Oszczeklin, Pietrzyków, Przydziałki, Raszawy, Rogal, Słowiki, Smółki, Sokołówka, Stary Karolew, Stary Nakwasin, Tymianek et Złotniki.
La gmina borde les gminy de Ceków-Kolonia, Goszczanów, Lisków, Opatówek et Szczytniki.